# Mahler (film)
Mahler – brytyjski dramat biograficzny z 1974 roku w reżyserii Kena Russella, z Robertem Powellem i Georginą Hale w rolach głównych. 
Zdjęcia do filmu powstały w ciągu sześciu tygodni. Kręcono je w Parku Narodowym Lake District (hrabstwo Kumbria). Premiera brytyjska miała miejsce w Londynie 4 kwietnia 1974 roku, po czym w maju 1974 roku obraz miał premierę międzynarodową w konkursie głównym na 27. MFF w Cannes. Podczas gali rozdania festwialowych nagród Russell zdobył nagrodę specjalną Technical Grand Prize.
Fabuła filmu skupia się na wspomnieniach ciężko schorowanego kompozytora i dyrygenta Gustava Mahlera oraz jego skomplikowanym związku z małżonką Almą. Mahler to jeden z kilku biograficznych filmów Russella, koncentrujących się na losach twórców muzycznych. Inne, podobne dzieła reżysera to: Elgar (1962), Song of Summer (1968), Kochankowie muzyki (1970), Tommy (1975) i Lisztomania (1975).

## Opis fabuły
W trakcie podróży pociągiem Gustav i Alma Mahlerowie rozmawiają na temat swojego podupadającego małżeństwa. Na fabułę składają się sceny retrospekcji kompozytora i jego małżonki, ukazujące między innymi dzieciństwo Gustava, samobójczą śmierć jego brata czy samotność Almy.

## Obsada
- Robert Powell − Gustav Mahler
- Georgina Hale − Alma Mahler
- Lee Montague − Bernhard Mahler
- Miriam Karlin − ciotka Rosa
- Rosalie Crutchley − Marie Mahler
- Gary Rich − Gustav Mahler jako dziecko
- Richard Morant − Max
- Angela Down − Justine Mahler
- Antonia Ellis − Cosima Wagner
- Ronald Pickup − Nick
- Peter Eyre − Otto Mahler
- Dana Gillespie − Anna von Mildenburg
- George Coulouris − dr. Roth
- David Collings − Hugo Wolf
- Kenneth Colley − Siegfried Krenek
- Oliver Reed − konduktor

## Recenzje
Mahler zebrał pozytywne recenzje krytyki. Shane Burridge, redaktor serwisu rec.arts.movies.reviews.com, zachwalał stronę audiowizualną filmu oraz reżyserię Russella.  Ken Hanke (Mountain Xpress) podsumował obraz, pisząc: "To się nazywa film − i to film, jaki widuje się rzadko".

## Nagrody i wyróżnienia
- 1974, MFF w Cannes:
  - nagroda Technical Grand Prize dla Kena Russella
  - nominacja do nagrody Złotej Palmy dla najlepszego filmu konkursowego
- 1975, Nagrody BAFTA:
  - nagroda BAFTA w kategorii najbardziej obiecujący pierwszoplanowy debiut aktorski (wyróżniona: Georgina Hale)
- 1975, Writers' Guild of Great Britain:
  - nagroda za najlepszy brytyjski scenariusz oryginalny (Ken Russell; ex aequo z Rayem Connollym nagrodzonym za film Gwiezdny pył)